# Acatlán de Osorio
Acatlán de Osorio – miasto i siedziba gminy w Meksyku, w stanie Puebla. Leży w południowo-wschodniej części stanu w dolinie Tehuacán, w pobliżu granicy z Oaxaca i Guerrero. Nazwa miast jest kombinację słów z języka nachuatl ácatl (czerwony), tlan (ziemia), oraz od nazwiska jednego z zasłużonych ludzi pułkownkia Don Joaquína de Osorio. W 2005 roku miasto to zamieszkiwało 32 521 osób.

## Historia
Rejon obecnego miasta był zamieszkały już bardzo dawno gdyż pierwsze ślady osadnictwa pochodzą z okresu 2000-1500 lat p.n.e.. W późniejszych czasach była to jedna z prowincji ośrodka w Teotihuacán. Od XII wieku było to jedno z centrów szczepu Misteków. Indianie zostali podbici 1520 roku a w kolejnym wieku kiedy ustanowiono biskupstwo nastąpiła szybka chrystianizacja kraju. W 1711 miało miejsce olbrzymie trzęsienie ziemi niszcząc doszczętnie miasto. Obecne powstało w miejscu ruin.